# Денкард
«Денкард», также Денкарт или Динкарт, редко Денкар (пехл. 𐭣𐭩𐭭𐭪𐭠𐭫𐭲 Dēnkard — «Деяния веры») — пехлевийский свод IX века поздних зороастрийских религиозных знаний в 9 книгах (две первых и начало третьей утрачены), составителем которого был Адурфарнбаг Фаррахзадан, а переработал свод Адурбад Умедан (Adurbad-i Emedan), к которому разрозненный труд попал после смерти первого. Наиболее объёмное и важное из всех произведений пехлевийской литературы . Содержит богословские и моральные рассуждения, историю Зороастра и «Авесты», ряд религиозных и моральных правил, излагает состав канонизированной при Сасанидах «Авесты», что позволило узнать о её несохранившихся частях.

## Содержание
- Две первых книги и начало третьей утрачены[2].
- Третья книга — в основном философско-апологетическая, она противопоставляет зороастризм другим современным ей религиям. Французский перевод третьей книги выполнил иранист и монах Жан де Менаш[фр.] (Париж, 1973)[5].[2]

Резко осуждая все другие религии, «Денкард» с некоторой сдержанностью относится к исламу; иудаизм, христианство и манихейство являются, по его утверждению, низшими религиями, гибельными для учения Зороастра, поэтому они должны быть уничтожены. «Причиной всех бедствий настоящего мира являются греховные наклонности рода человеческого, берущие свое начало от религии Jahudi (евреев)».
Иудаизму и манихеизму «Денкард» приписывает дуалистический характер, который осуждается при сопоставлении его с практическим монизмом позднейшего зороастризма. Признание иудаизмом зла казуистически толкуется зороастрийскими богословами как признание существования зла в виде отдельной космической и моральной силы.
- Четвёртая книга включает историю передачи «Авесты», предписания и вопросы по религиозным сюжетам, и ответы. Английский перевод Веста[англ.] (1892).[2]

«Денкард» относит первую подлинную кодификацию «Авесты» к эпохе царствования Ардашира. По повелению Ардашира верховный первосвященник Тусар (или Тансар) собрал сохранившиеся списки книг «Авесты» и изучив их, выбрал одну традицию, отбросив другие, и установил канон маздаясны, религии по учению Заратуштры.
- Пятая книга содержит вопросы на религиозные темы, заданные Адурфарнбагу Фаррахзадану евреем Якубом Халеданом и христианином Бохт-Маре, и ответы на них. Английский перевод Веста (1897) и французский 2000 года[6].[2]
- Шестая книга — сборник афоризмов и паренетических[фр.] высказываний[2].
- Седьмая книга передаёт жизнь Заратуштры[2] и историю пророков от сотворения мира до Заратуштры и от Заратуштры до конца мира.
- Восьмая книга обобщает содержание пахлевийских переводов 21 «наск» («авестийская книга», буквально «связка»), на которые разделена «Авеста»[2].
- Девятая книга содержит три комментария на древнюю Авесту[2].

### О еврейском Священном Писании
«Денкард» заявляет, что еврейское Священное Писание составлено Заххаком (Zohak), чудовищным драконом из свиты Аримана, жившим в Вавилоне; Заххак побудил евреев верить в Авраама, позднее в Моисея, которого евреи «признали своим пророком»; Заххак составил 10 предписаний (намёк на «Декалог»). Авраам следовал этим заповедям, и люди стали смотреть на предписания Заххакa как на заповеди пророка Авраама, который должен прийти в конце дней. Эти десять заповедей, не имеющие ничего общего с библейскими заповедями и даже им прямо противоположные, таковы:
- 1) Всемогущий — враг мира;
- 2) дьяволы должны почитаться как источник всякого земного благоденствия;
- 3) люди должны предпочитать несправедливость справедливости;
- 4) во всем должны поступать бесчестно;
- 5) должны быть жадны и корыстны;
- 6) отцы должны воспитать своих детей так, чтобы они стали впоследствии плохими родителями;
- 7) бедным не следует покровительствовать;
- 8) козы должны быть убиваемы до достижения зрелого возраста, согласно еврейскому обычаю (принесение козла в жертву для искупления грехов — Лев. 4:23);
- 9) дьяволы должны приносить в жертву добрых и благочестивых людей, как это делают евреи;
- 10) люди должны быть жестоки, мстительны и кровожадны[4].

## Издания
- Издание с английским переводом зороастрийского учёного священника Peshotan Dastur Behramji Sanjana (годы жизни 1857—1931[7]) в 9 тт. под заглавием «The Dinkard» (Бомбей, 1874—1928).
- Мадан, 1911[2]
- Дрезден, 1966[2].